# Dojrzałość umysłowa
Dojrzałość umysłowa – kierowanie się w życiu rozsądkiem, mądrością, rozumem i poczuciem odpowiedzialności. Pokazuje to, że człowiek nie mówi, nie robi i nie myśli tego, co jest niewłaściwe. Osoba dojrzała umysłowo posiada swobodną umiejętność odpowiadania za swoje słowa, czyny, postępy i zachowania.
Dojrzały człowiek jest osobą roztropną, rozważną i odpowiedzialną za swoje życie i zdrowie.
Dojrzałość umysłowa to umiejętność koncentrowania się na wykonywanych czynnościach i oznacza także jedną z niezbędnych cech aby być odpowiedzialnym  rodzicem.